# Guzy śródczaszkowe
Guzy śródczaszkowe powstają na skutek:
- urazów mechanicznych głowy (krwiaki),
- stanów zapalnych i infekcji (ropnie, gruźliczaki, kilaki, pasożyty),
- nowotworów (guzy nowotworowe pierwotne i przerzutowe).

Mogą doprowadzić do powstania epilepsji, wodogłowia, trwałego uszkodzenia mózgu. Guzy śródczaszkowe uciskają na mózg, zwiększają ciśnienie śródczaszkowe, a więc mogą doprowadzić do zaburzeń świadomości.

## Podział
Główne rodzaje guzów śródczaszkowych i ich częstość występowania (według Zülcha):
- Właściwe nowotwory mózgu (51%)
  - glejaki (43%)
    - glejak wielopostaciowy (12%)
    - gwiaździak (8%)
    - rdzeniak (7%)
    - skąpodrzewiak (6%)
    - wyściółczak (4%)
    - inne (7%)

  - nerwiaki
    - nerwiak zwojowy (8%)
- Nowotwory tkanki łącznej (23%)
  - oponiak (18%)
  - mięsak (3%)
  - angioblastoma
- Guzy ektodermalne (12%)
  - czaszkogardlak (3%)
  - gruczolak przysadki (8%)
- Guzy pochodzenia płodowego (naskórzaki, pierwotniaki) (3%)
- Guzy układu naczyniowego (naczyniaki, rozstrzenie naczyniowe) (0,2%)
- Inne guzy (przerzuty, ziarniaki, pasożyty) (11%)